# Мислав (князь)
Мислав (хорв. Mislav; *д/н — † 845) — князь Приморської Хорватії у 835—845 роках.

## Життєпис
Після смерті у 835 році князя Владислава, Мілослава було обрано новим володарем Приморської Хорватії на зборах знаті шляхти. Він переніс княжу резиденцію з Ніна (поблизу Спліту) до Клиса в центральній Далмації. Ще однією (тимчасовою) резиденцію стало містечко Біяка. Мислав був благочестивим християнином. Відомо, що він побудував церкву Святого Георгія в Путалі (на пагорбі Кожак у південній Далмації).
Мислав встановив дружні відносини з приморськими містами Далмації, що належали Візантійській імперії, намагаючись завоювати їхню прихильність подарунками. Водночас почав створювати потужний флот, що був збудований до 839 року.
Після короткої війни з Венеційською республікою, в якій переміг під фортецею Св. Мартина, підписав вигідний договір з дожем П'єтро Традоніко. Водночас розпочав війну проти Франнкської імперії. Венеційці разом з Миславом включилися в боротьбу з незалежними неретвянськими піратами, проте виявилися не в змозі їх перемогти. Втім Миславу вдалося укласти мир з неретвянами на чолі із Дружаком. 840 року неретвяни завдали поразки венеційцям. Мислав домігся низки успіхів у боротьбі з франками, скориставшись смертю імператора Людовика I у 840 році.
Величезної шкоди приморським землям Далмації було завдано під час арабської навали 841—842 років. Араби спалили місто Осор на острові Лошинь і низку прибережних міст. Для боротьби з арабами, які взяли в облогу Котор та Рагузу, об'єднався з венеційцями, візантійцями та неретвянами. Багато зробив для захисту узбережжя своєї держави, на основі цього уклав союзи з приморськими містами, що формально належали Візантії. В 843 році остаточно скинув залежність від Франкської імперії.
В подальшому намагався отримати підтримку церкви, для чого надав архієпископу Юстину з Салони десятину від врожаю та тваринництва з сільських районів навколо Салони. Це також сприяло посиленню хорватського впливу в далматинських містах.
Помер у 845 році, владу успадкував Трпимир I.